# Ladislav Bogešić
Ladislav Bogešić (Lazar, čika Laza) (1911. – 28. veljače 2012.) bivši je vojvođanski nogometaš i nogometni sudac iz Subotice, rodom iz zajednice bačkih Hrvata. Bio je najstariji nogometaš u Srbiji i najstariji Subotičanin. Jednim je od stogodišnjaka. Kao igrač bio je poznat po dobrom izvođenju slobodnih udaraca iz velike daljine.

## Životopis
Djetinjstvo je proveo na subotičkom periferiji. Živio je u obitelji s još dvoje mlađe djece i samohranom majkom. Za nogomet se zanimao još kao dijete, šutirajući krpenu loptu po subotičkoj periferiji.
Ozbiljniji je nogomet zaigrao u gradskim klubovima. Ako se u ono vrijeme uspjelo zaigrati za prestižniji klub u gradu, u praksi je značilo da će dobiti i stalno radno mjesto. Prvo je zaigrao za klub Hrvata Bačku, potom za željezničarski klub ŽAK. To je značilo dobivanje radnog mjesta na željeznici.
Igrati nogomet značilo mu je socijalni moment, jer više nije bio samohranoj majci na teret, a kao drugi moment, bio je moment športske časti ako zaigra za neki od deset subotičkih nogometnih klubova, jer u ono vrijeme svi momci koji nisu išli na pijanke i kavane, išli su u klubove. Uskoro je Bogešić postao poznata osoba u gradu te je stekao svoje navijače. 
U vremenima kad je dovoljno bilo biti pošten i talentiran, kad nije bilo trenera, mjesto u momčadi bilo je sigurno. Bogešićev dar nije prošao nezapažen. Za nj se pročulo izvan Subotice i klubovi iz drugih sredina pokazivali su zanimanje za Bogešića. Suboticu ipak nije htio napustiti jer nije htio napustiti samohranu majku.
Kad su bili na srednjoeuropskom turniru u Rumunjskoj, s Bogešićem su u kontakt stupili ljudi iz zagrebačkog Građanskog. Na njihove nagovore zatražio je visoki iznos, za koji je računao da će biti previsok ponuditeljima, samo da bi odustali. U Građanskom su pristali na zatraženih 100.000 dinara, što je u vrijeme kad su premije igračima za utakmicu bile koliko i njegova plaća na željeznici, od 50 do 200 dinara, bio pozamašan iznos. Ipak, Bogešić nije napustio Suboticu.
Drugi svjetski rat za Suboticu je značio pripajanje Subotice Mađarskoj i dolazak nove vlasti. Za vrijeme mađarske okupacije kao i svi nemađari bio je prisiljen pomađariti prezime, te je nastupao pod prezimenom Bogàr. Svjedočio je oslobađanju Subotice i pogibiji legendarnog sunarodnjaka, državnog rekordera, partizanskog zapovjednika Jovana Mikića Spartaka. 
Poslije rata nove su vlasti zapovijedile da klubovi više ne smiju nastupati pod starim imenima koji su bili u upotrebi za vrijeme mađarske okupacije. Igrači su se skupili u kavani kod Budžinice, gdje su se okupljali poslije treninga. Vijećali su kako će se zvati klub. Upravi nisu dopustili nazočiti. Iz poštovanja prema Mikiću, dogovorili su se da klub ponese Mikićevo partizansko ime Spartak. Tako je nekoliko mjeseci po oslobođenju formiran Spartak. Tako je bio među suosnivačima Spartaka. Bio je i prvi predsjednik kluba. Na to je mjesto izabran na prvoj godišnjoj sjednici 6. siječnja 1946. godine. Do tada je bio ekonom FOSD "Jovan Mikić Spartak", a na tu je dužnost izabran na izvanrednoj skupštini FOSD-a 24. prosinca 1945. godine.
Igrao je Bogešić protiv brojnih poznatih nogometaša kao što su hrvatski nogometaši Stjepan Bobek, Frane i Jozo Matošić, srbijanski Blagoja "Moša" Marjanović, mađarskih legendarnih nogometaša iz Ferencvarosa i drugih. Bio je kapetan Spartaka.
Nogometom se u Spartaku aktivno bavio sve do 1950. godine, kad je položio ispit za nogometnog suca.  Još je nekoliko godina bio poslije u športu, a potom je nogomet pratio s tribina sve do 1990-ih, kad je razočaran igrom Spartakovaca prestao odlaziti na utakmice. Zadnji se put javno pojavio 23. prosinca 2011. na tradicijskom okupljanju veterana Spartaka. Tom mu je prigodom uručen klupski dres s njegovim imenom i brojem 100.
Bogešićevim se športskim radom bavio Svetozar Mirilović, višegodišnji novinar i športski radnik, prikupivši brojne podateke. 
Umro je 2012. godine. Pokopan je na Bajskom groblju u Subotici.